# Trà Kót
Trà Kót là một xã thuộc huyện Bắc Trà My, tỉnh Quảng Nam, Việt Nam.
Xã Trà Kót có diện tích 91,68 km², dân số năm 2019 là 1.532 người, mật độ dân số đạt 17 người/km².